# 西斯笃三世
教宗聖思道三世（拉丁語：Sanctus Sixtus PP. III；？—440年）於432年7月21日至440年8月18日在位教宗。

## 譯名列表
- 见教宗西斯笃一世